# Laufbacher Eck
El Laufbacher Eck es una montaña de hierba de 2178 metros de altura ubicada en los Alpes de Allgäu, en el estado de Baviera, en el sur de Alemania.

## Localización
Se encuentra al sureste de Lachenkopf y al norte de Rotkopf, del que está separado por Laufbachereck Saddle. El sendero de montaña que va desde la casa Edmund-Probst hasta la casa Prinz-Luitpold pasa por encima de la colina. En Laufbacher Eck, una cresta lateral, en la que se encuentran los picos Salober, Berggächtle y Giebel, se bifurca hacia el noreste. Desde Laufbachereck Saddle se puede llegar fácilmente al Laufbacher Eck en pocos minutos. La botánica de Laufbacher Eck es similar a la de Höfats o Schneck. Por eso, el servicio de salvamento de montaña apoya, como en los meses de verano en Höfats, la protección de las rarezas botánicas.